# Kimchaek
Kimchaek (Chosŏn'gŭl: 김책시; hancha: 金策市; MR: Kimch'aek si; rr: Gimchaek-si), conhecida formalmente como Sŏngjin (Chosŏn'gŭl: 성진; hancha: 城津), é uma cidade localizada na província Hamgyong Norte, na Coreia do Norte. Tem em média uma população de 196 000 habitantes. A cidade recebeu seu nome atual em 1951 durante a Guerra da Coreia, em homenagem ao general das Forças Armadas da Coreia do Norte, Kim Chaek. A cidade era conhecida como "Shirotsu" durante a ocupação japonesa da Coreia de 1910 e 1945.